# Cornus bretschneideri
Espèce
Classification APG III (2009)
Cornus bretschneideri est une espèce d'arbuste du genre Cornus.

## Description
C'est un arbuste, plus rarement un arbre de 1 à 6 m de haut et originaire du nord-est de la Chine. Ses feuilles caduques mesurent 5 à 8,5 cm sur 2,5 à 6 cm et ses jeunes branches sont rouges. La floraison, en ombelles blanches, a lieu au printemps et ses fruits sont ronds, d'un diamètre de 3 à 4 mm.